# Edith Bonnesen
Edith Bonnesen (28. september 1911 – 20. februar 1992) var en dansk modstandskvinde fra København, som fra 1942 var en del af Modstandsbevægelsen gennem organisationerne De frie Danske, Dansk-Svensk Flygtningetjeneste og Special Operations Executive.

## Liv
I begyndelsen af 1942 fik Edith Bonnesen via en familieforbindelse til tyske jøder i 30'erne en stærk personlig oplevelse af nazismens racepolitik, hvilket var medvirkende til, at hun tidligt gik ind i modstandsgruppen De frie Danske, der udgav et illegalt blad af samme navn, og hun begyndte at samle og levere stof til bladet. Snart derefter blev hun involveret i at skaffe rationeringskort og falske legitimationspapirer, og hun igangsatte også en indsamling af penge til understøttelse af arresteredes familier. Hendes lejlighed på Tranegårdsvej blev et ofte brugt tilholdssted for gruppen, og hun husede desuden eftersøgte personer, blandt andet Mogens Hammer. I forbindelse med sit modstandsarbejde blev hun arresteret adskillige gange, men blev altid løsladt efter få dage og fortsatte ufortrødent sit illegale arbejde. Den 29. august 1943, da regeringen gik af, og tyskerne overtog magten, var Edith Bonnesen nødt til at gå under jorden.
Ved et besøg på Dansk-Svensk Flygtningetjenestes illegale postkontor på Nytorv i august 1944 blev Edith Bonnesen arresteret for fjerde gang. Det lykkedes hende under forhøret på Shellhuset at udnytte et ubevogtet øjeblik til at stikke af fra Gestapos hovedkvarter, hvilket var en så enestående bedrift, at flere illegale kredse mente, at hun måtte have slået en handel af med Gestapo, hvorfor der blev gjort forsøg på at likvidere hende. Misforståelsen blev opklaret i tide, men da Edith Bonnesen nu var stærkt eftersøgt af tyskerne, måtte hun flygte til Sverige, hvor hun officielt blev ansat som sekretær for den amerikanske konsul i Helsingborg, og uofficielt blev ansat til at betjene en radiostation, som kort inden var etableret i konsulatet. Her stod hun for forbindelsen til en sender i Danmark og videresendte meddelelserne til London. Ved årsskiftet 1944-45 blev konsulen kaldt tilbage til USA, hvorefter Edith Bonnesen fungerede som konsul frem til Befrielsen. Efter ordre fra Stockholm lukkede hun konsulatet og rejste tilbage til København, hvor hun virkede ved Special Forces Mission, en fusion af SOE og dens amerikanske pendant, frem til efteråret 1945.